# 山田篤史
山田 篤史（やまだ あつし、1986年5月8日 - ）は、日本の俳優。本名、山田 隆祐（やまだ りゅうすけ）。Xrise所属。以前は、エビス大黒舎・Team Ebisuに所属していた。宮城県亘理郡山元町出身。身長173cm、体重58kg。宮城県仙台向山高等学校卒業。

## 出演

### 映画
- ラムネ☆スパークス（上村奈帆監督） - 吉田博基 役[1]
- みんな死ね、生きろ（鈴木太一監督） - 高田 役[2]
- 青春群青色の夏（2015年9月5日、田中佑和監督） - 山川隆 役[3][4][5][6][7][8]
- EVIL IDOL SONG（2016年8月20日、大畑創監督） - カメラマン 役

### テレビ
- バース・デイ（TBS）
- 花嫁の父（2012年、TBS）
- ラッキーセブン（2012年、フジテレビ）
- クローバー（2012年、テレビ東京）
- ウロボロス〜この愛こそ、正義。 第5話（2015年2月13日、TBS） - 警察官 役
- LOVE理論　第10話（2015年6月15日、テレビ東京） - カジノ客のチンピラ 役
- かもしれない女優たち（2015年6月23日、フジテレビ） - レストラン店員 役
- ロンドンハーツ3時間スペシャル（2015年9月29日、テレビ朝日）
- スペシャリスト　第4話（2016年2月4日、テレビ朝日） - キャバクラ店員 役
- わたしのウチには、なんにもない。　第1話（2016年2月6日、NHK BSプレミアム） - ソファー 役
- SHIBUYA零丁目　第2・3・4話（2016年4月2日、フジテレビオンデマンド/2016年4月23日、フジテレビ） - バーテンダー 役

### CM
- サントリー烏龍茶　「焼肉甲子園」篇 - ウエイター 役
- Ponta　「ポンパレモール」篇[9]
- 理研ビタミン　リケンサラダデュオ「アニメーション」篇[10]

### 舞台
- 初級恋愛講座（2014年7月12日 - 13日、エビ大塾TRIAL ACT vol.2）
- 神さんは勉強ができない（2016年2月5日 - 2月7日、劇団syuen公演）[11][12]
- SPARE 〜 我輩は猫でR（2016年8月12日 - 14日、劇団syuen公演）[13]

### その他
- VP　警視庁　風俗経営について - オーナー・木村 役
- VP　ジヤトコ株式会社
- STILL　NN生命保険 - コック 役
- ラジオ　「INDIES NIGHT」（8月3日、FMうらやす・83.6MHz）